# لادا جرانتا
لادا جرانتا (الروسية: Ла́да Гра́нта)، هي سيارة ثانوية صنعتها شركة أوتوفاز الروسية بالتعاون مع رينو الفرنسية، والتي تعتمد على منصة لادا كالينا. بدأت مبيعاتها في روسيا لأول مرة في 1 ديسمبر 2011.

## المقدمة
لادا جرانتا Lada Granta هي سيارة صغيرة الحجم طورتها شركة صناعة السيارات الروسية أفتو فاز بالتعاون مع رينو، على أساس منصة لادا كالينا. بدأت المبيعات الجماعية في روسيا في 1 ديسمبر 2011.
بدأ الإنتاج الإضافي في مصنع إيجيفسك في سبتمبر 2012، بعد إزالة 2107 فاز القديم من الإنتاج.
نسخة مختلفة من هاتشباك ذات خمسة أبواب، تهدف إلى استبدال سلسلة لادا سامارا 2 المتوقفة في التشكيلة، والتي ظهرت لأول مرة في عام 2014.
كانت لادا جرانتا هي طراز السيارات الأكثر مبيعاً في روسيا من 2013 إلى 2015.

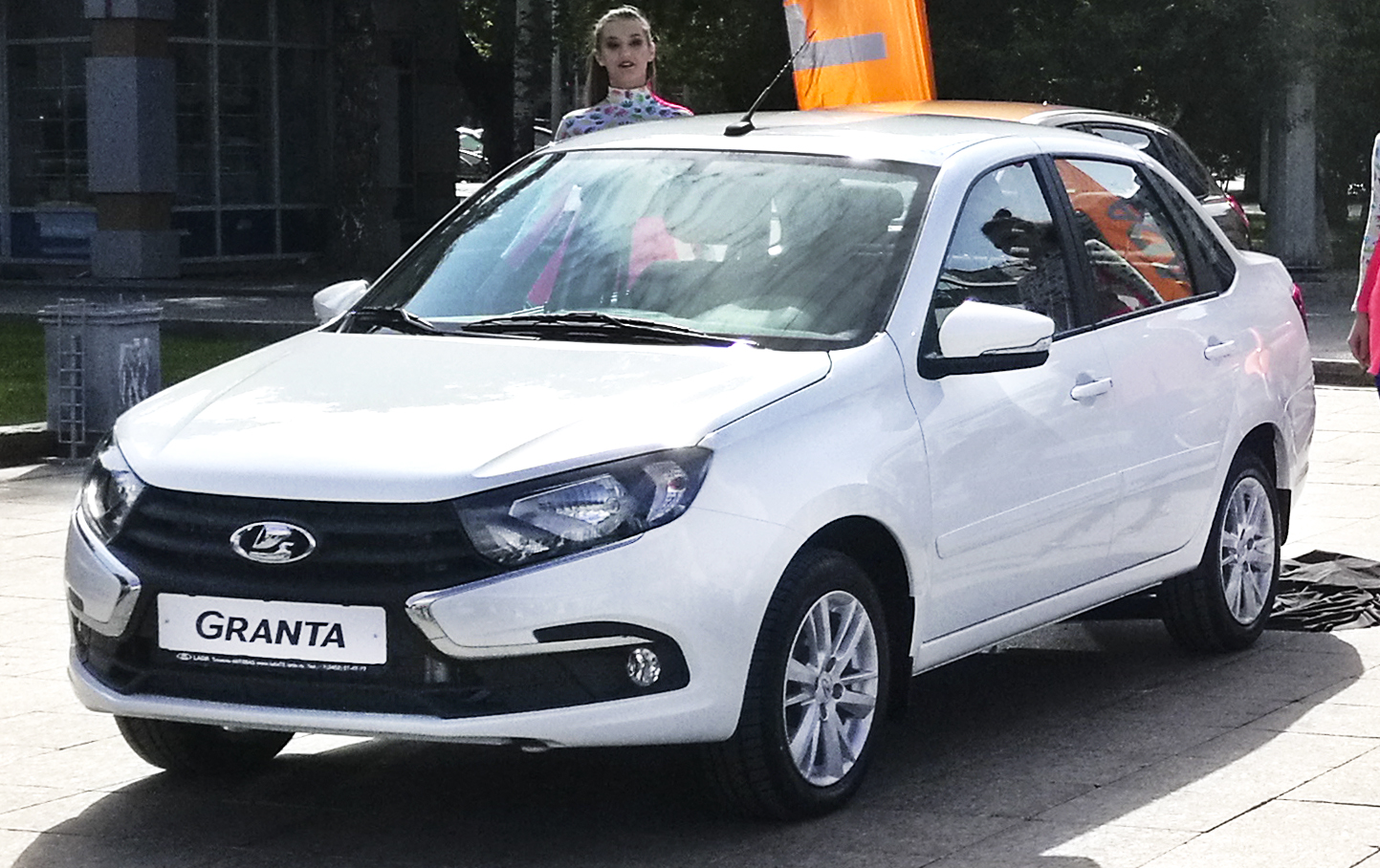

| لادا جرانتا       | لادا جرانتا |
| ملخص              | ملخص |
| ----------------- | --- |
| الصانع            | لادا |
| أيضا يسمى         | لادا 2190 |
| إنتاج             | 2011 إلى الوقت الحاضر |
| سنوات النموذج     | 2012 إلى الوقت الحاضر |
| المجسم            | أرغون - روسيا (شيشن أفتو) - القاهرة مصر (مجموعة الأمل) - شاركاسي أوكرانيا - أوتوفاز - روسيا - تولياتيت - أوتوفاز - روسيا - كازاخستان - آسيا |
| الجسم والشاسيه    | |
| فصل               | مضغوط (ب ) |
| نمط الجسم         | 4-الباب سيدان5-باب (ابتداء من 2014 نموذج السنة)5-باب هاتشباك5 أبواب العقارية (بعد 2018 تجميل)                                               |
| تخطيط             | محرك أمامي، دفع أمامي |
| متعلق ب           | لادا كاليناداتسون أون دو |
| مجموعة نقل الحركة | |
| محرك              | 1.6 لتر 8 صمامات I4 (بنزين) 1.6 لتر 16 صماماً I4 (بنزين)                                                                                     |
| توصيل             | يدوي 5 سرعات 4 سرعات أوتوماتيكي |
| أبعاد             | |
| قاعدة العجلات     | 2,476 مم (97.5 بوصة) |
| طول               | 4260 ملم (167.7 بوصة) |
| عرض               | 1700 مم (66.9 بوصة) |
| ارتفاع            | 1500 مم (59.1 بوصة) |
| كبح الوزن         | 1,080 كجم (2,381 رطلاً) |
| التسلسل الزمني    | |
| السلف             | لادا كالينا |

## ملخص
تعتبر لادا جرانتا على بعد خطوة من السيارات الكلاسيكية من الفئة أي، بي، سي، ونحو احتياجات الشباب الروس والعائلات الروسية الصغيرة التي ترغب في تصميمات سيارات السيدان فائقة الصغر والتي أصبحت أكثر شعبية إلى حد ما في روسيا بعد عام 2010.
علاوة على ذلك، من المرجح أن تتنافس جرانتا مع السوق الأجنبية في روسيا، نظراً لأن معظم السيارات الصغيرة الأوروبية المصدرة هناك هي هاتشباك، وبالتالي فهي أصغر حجماً ولكنها أغلى ثمناً.

## الأمان
تم اختبار جرانتا بواسطة «برنامج تقييم السيارات (مراجعة السيارات)» في عام 2012، وحصل على نجمتين من أصل أربعة. كانت السيارة التجريبية مزودة بوسادة هوائية من طراز تاكاتا للسائق، ولكن لا شيء للراكب. كان معيار إصابة الرأس 522 للسائق و880 للراكب.
حصل جرانتا لوكس على ثلاث نجوم من أصل أربعة و10-5 نقطة من أصل 16 في اختبار تصادم أجرته «برنامج تقييم السيارات (مراجعة السيارات)» في عام 2015.
كان معيار إصابة الرأس 590 للسائق و428 للراكب، بينما تم قياس ضغط التجويف الصدري بـ 28 مم و 25 مم على التوالي. تم اختبار السيارة بوسادتين هوائيتين وشدادات أحزمة الأمان.

## مستويات القطع
السيارة مجهزة بثلاثة مستويات مختلفة: قياسي، ونماري، ولوكس. يشتمل المستوى المعياري على نظام التوجيه المعزز، ونوافذ كهربائية أمامية، وأقفال كهربائية للأبواب، وجهاز كمبيوتر للرحلات، بينما تضيف لوكس وسادة هوائية للركاب، وسائد هوائية جانبية، ونظام كبح مانع للانغلاق، ونظام تحكم إلكتروني بالثبات، ونوافذ كهربائية خلفية، وتكييف هواء، ومرايا مُدفأة، ومقاعد أمامية مُدفأة، ونظام الوسائط المتعددة بشاشة تعمل باللمس مقاس 7 بوصات.

## المواصفات
|                          | معيار                          | طبيعي                          | لوكس                                                                            |
| نمط الجسم                | سيدان بأربعة أبواب             | سيدان بأربعة أبواب             | سيدان بأربعة أبواب                                                              |
| ركاب                     | 5                              | 5                              | 5                                                                               |
| الطول مم                 | 4260                           | 4260                           | 4260                                                                            |
| العرض مم                 | 1700                           | 1700                           | 1700                                                                            |
| الارتفاع، مم             | 1500                           | 1500                           | 1500                                                                            |
| قاعدة العجلات، مم        | 2476                           | 2476                           | 2476                                                                            |
| وزن السيارة فارغة، كجم   | 1040 كجم (2293 رطلاً)           | 1,080 كجم (2,381 رطلاً)         | 1100 كجم (2425 رطلاً)                                                            |
| الوزن الكامل، مم         | 1515                           | 1555                           | 1575                                                                            |
| السرعة القصوى، كم / ساعة | 178 كم / ساعة (111 ميل / ساعة) | 188 كم / ساعة (117 ميل / ساعة) | 192 كم / ساعة (119 ميل / ساعة) (يدوي) / 187 كم / ساعة (116 ميل / ساعة) (تلقائي) |

## التسويق
يتم تسويق لادا جرانتا في روسيا وبيلاروسيا وأوكرانيا وأرمينيا وأذربيجان ومصر.
داخل الاتحاد الأوروبي، تم توفيره في جمهورية التشيك وسلوفاكيا والنمسا والمجر وفرنسا وألمانيا.

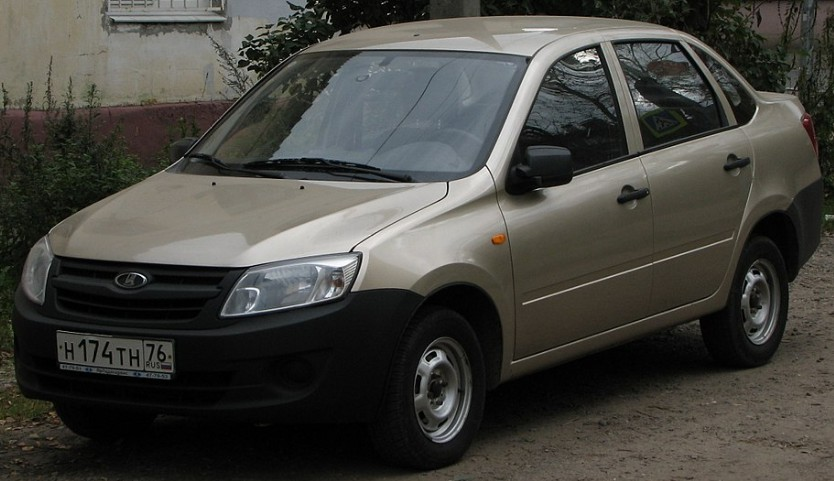
قبل شد الواجهة لادا جرانتا

## شد الواجهة
حصلت لادا جرانتا على عملية تجميل في عام 2018، حيث نقحت المصابيح الأمامية والشبكة والصندوق الخلفي، والتي تشترك الآن في خصائص التصميم مع لادا فيستا ولادا إكسراي.

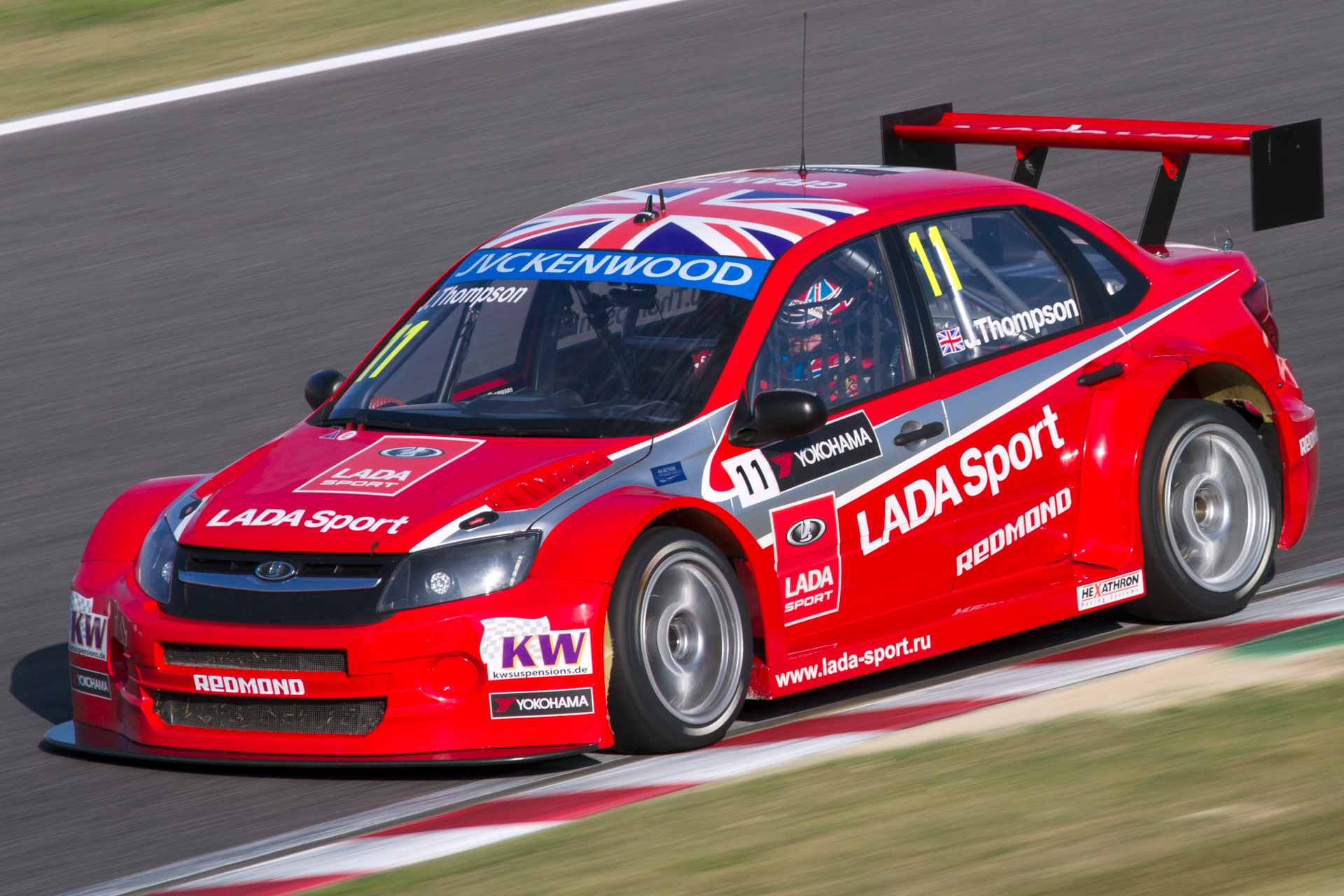
لادا جرانتا في حلبة دبليو سي اليابانية

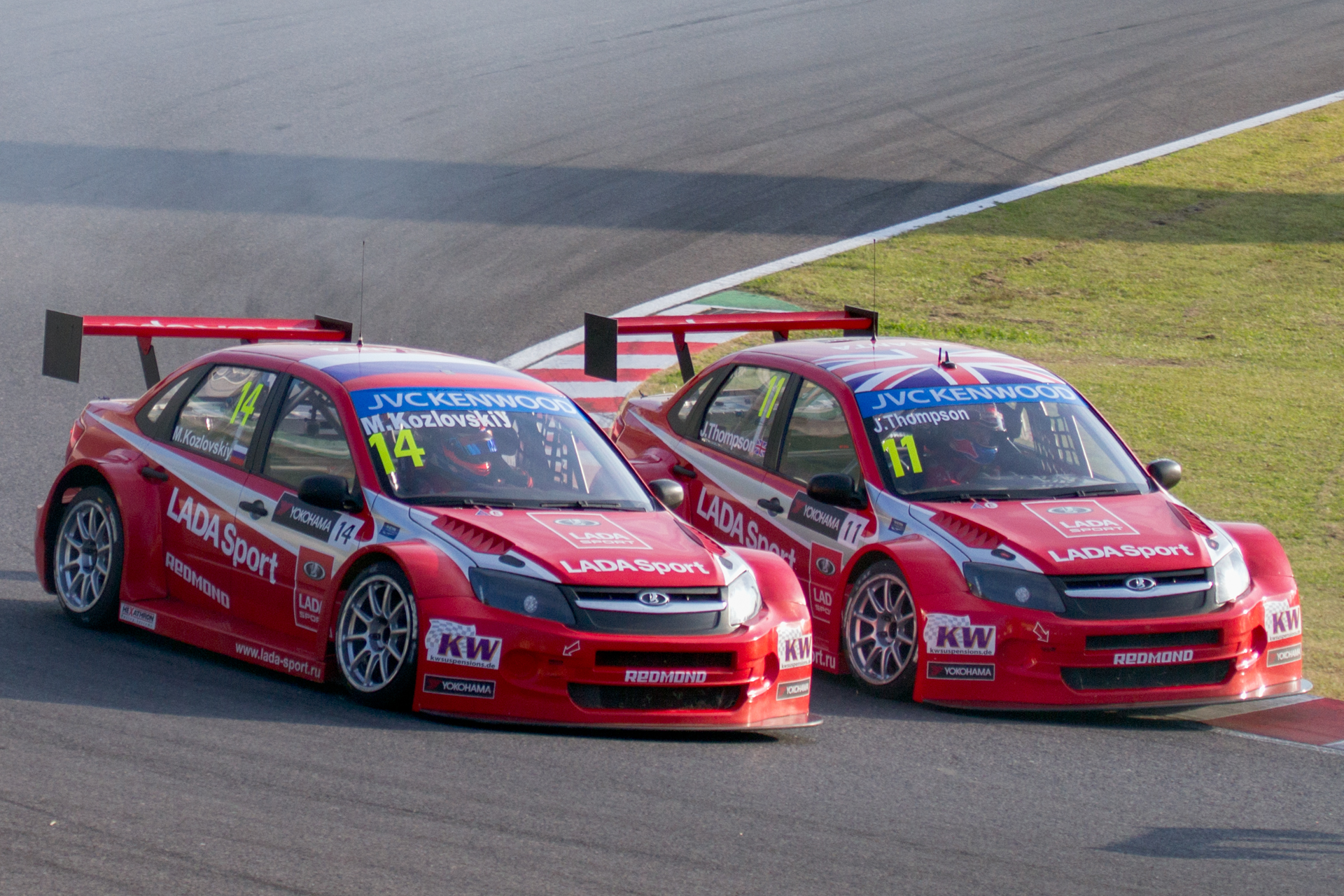
جيمس طومسون وميخائيل كوزلوفسكي في حلبة دبليو سي اليابانية

## رياضة السيارات
تنافس لادا جرانتا في بطولة العالم للسيارات السياحية منذ موسم 2012. السائق الرئيسي للفريق هو جيمس طومسون، بينما كان يقود السيارة الثانية أليكسي دودوكالو وميخائيل كوزلوفسكي. في موسم 2014، انضم أيضاً روبرت هوف، بطل موسم 2012، إلى الفريق في سيارة ثالثة.

## الإعادة
في مايو 2013، استدعت أفتو فاز حوالي 30.000 سيارة بيعت من لادا جرانتا ولادا كاليناس بسبب مشاكل تم الكشف عنها في نظام الكبح.

## معرض الصور

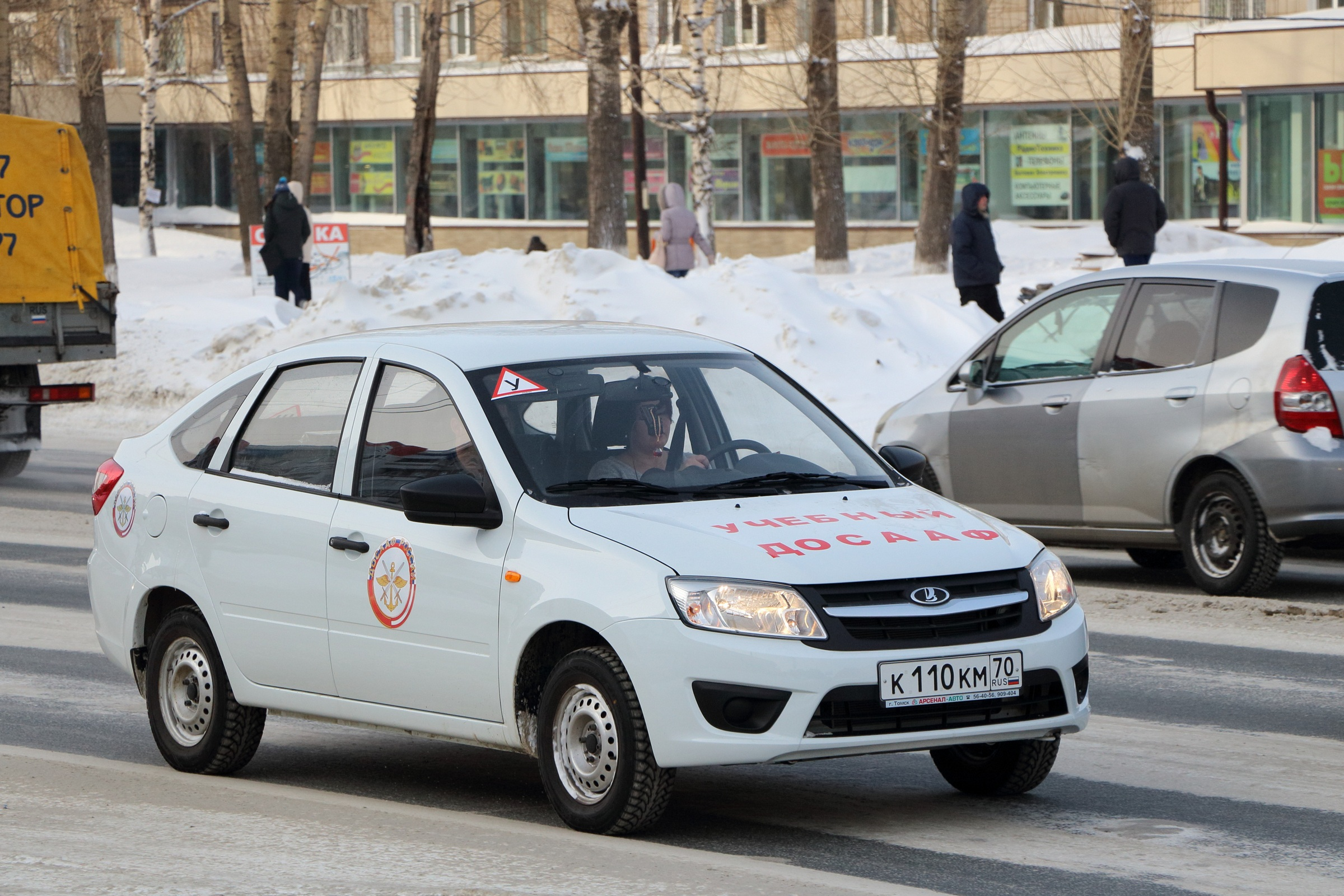
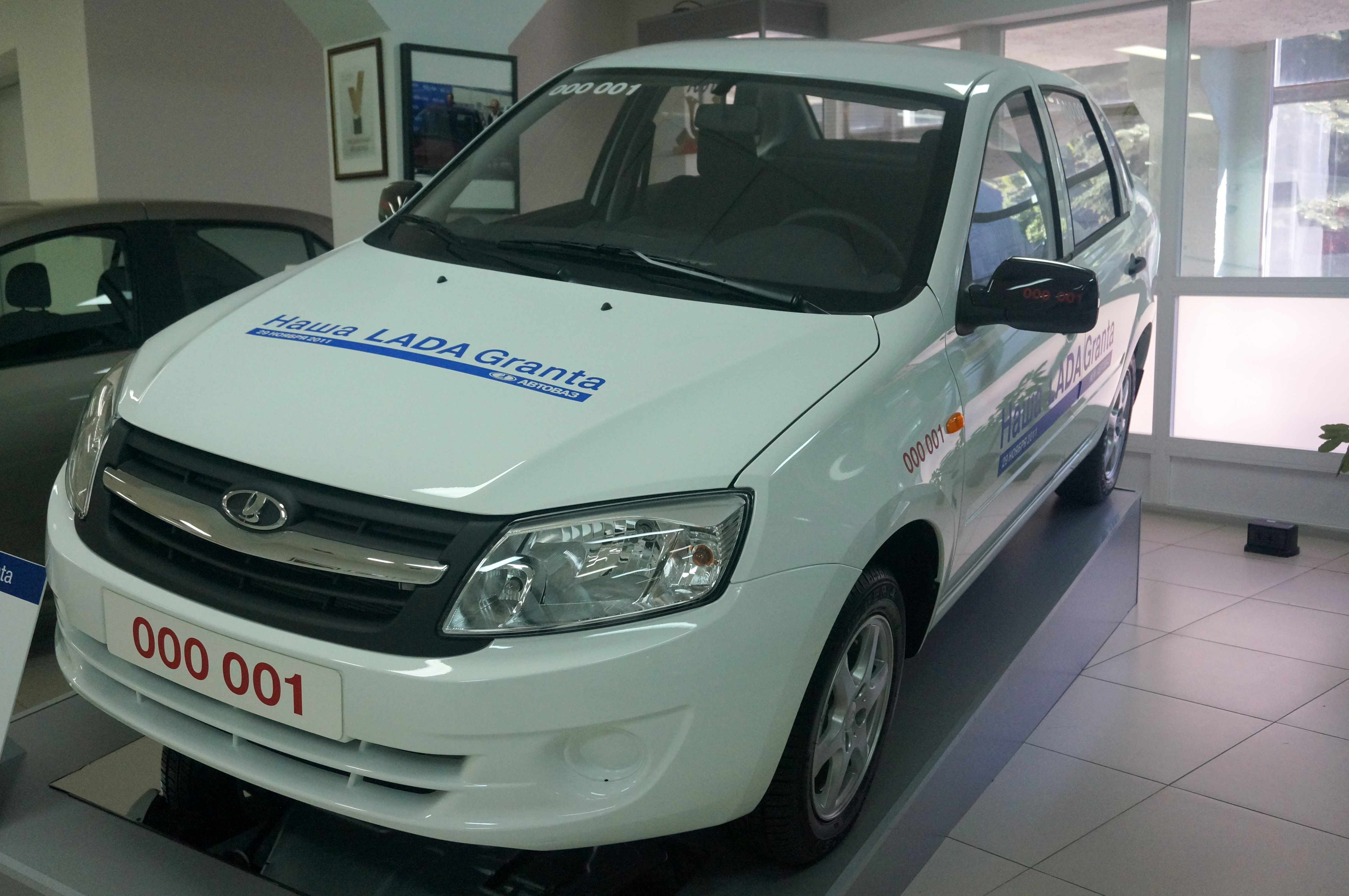
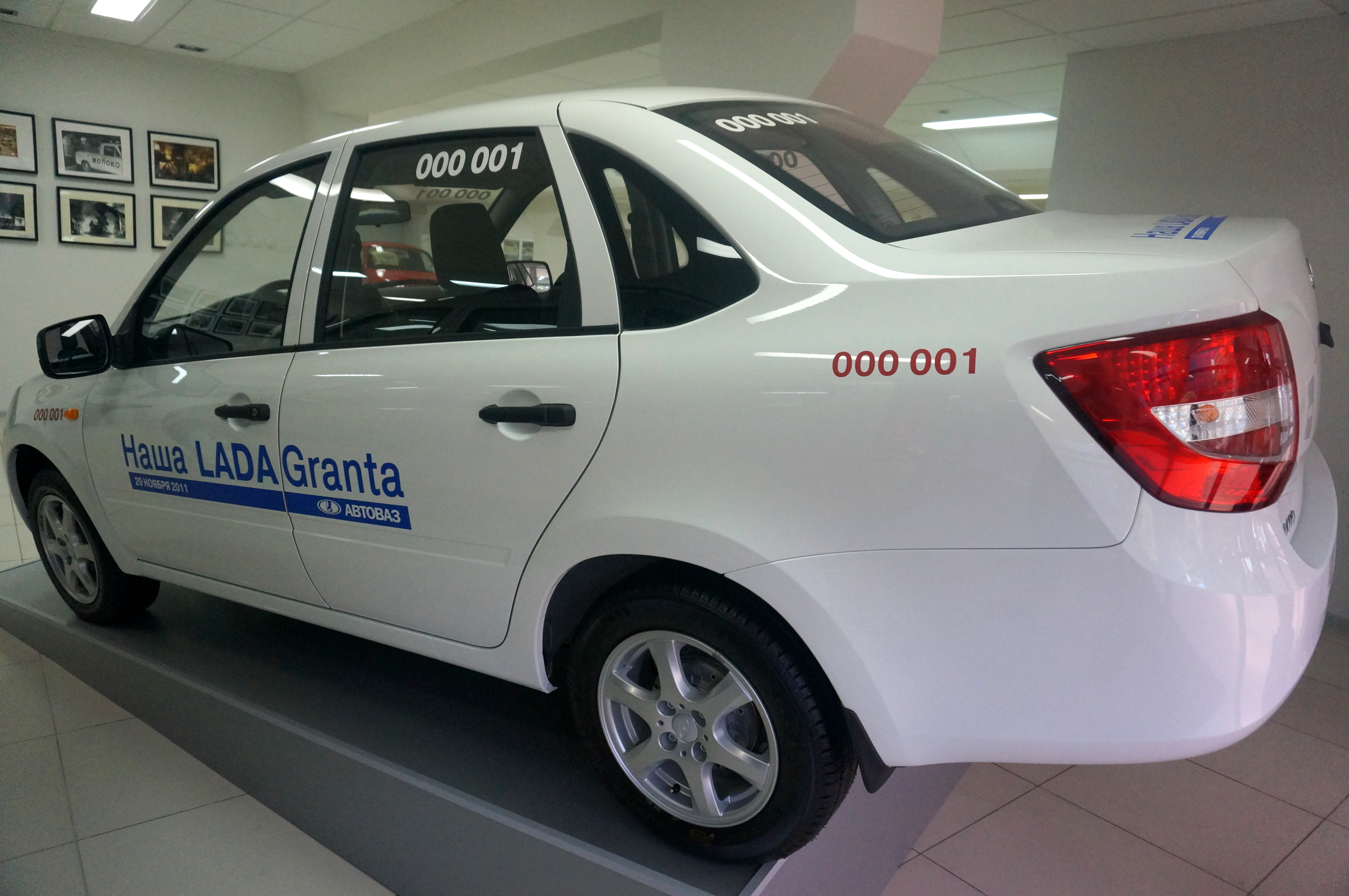
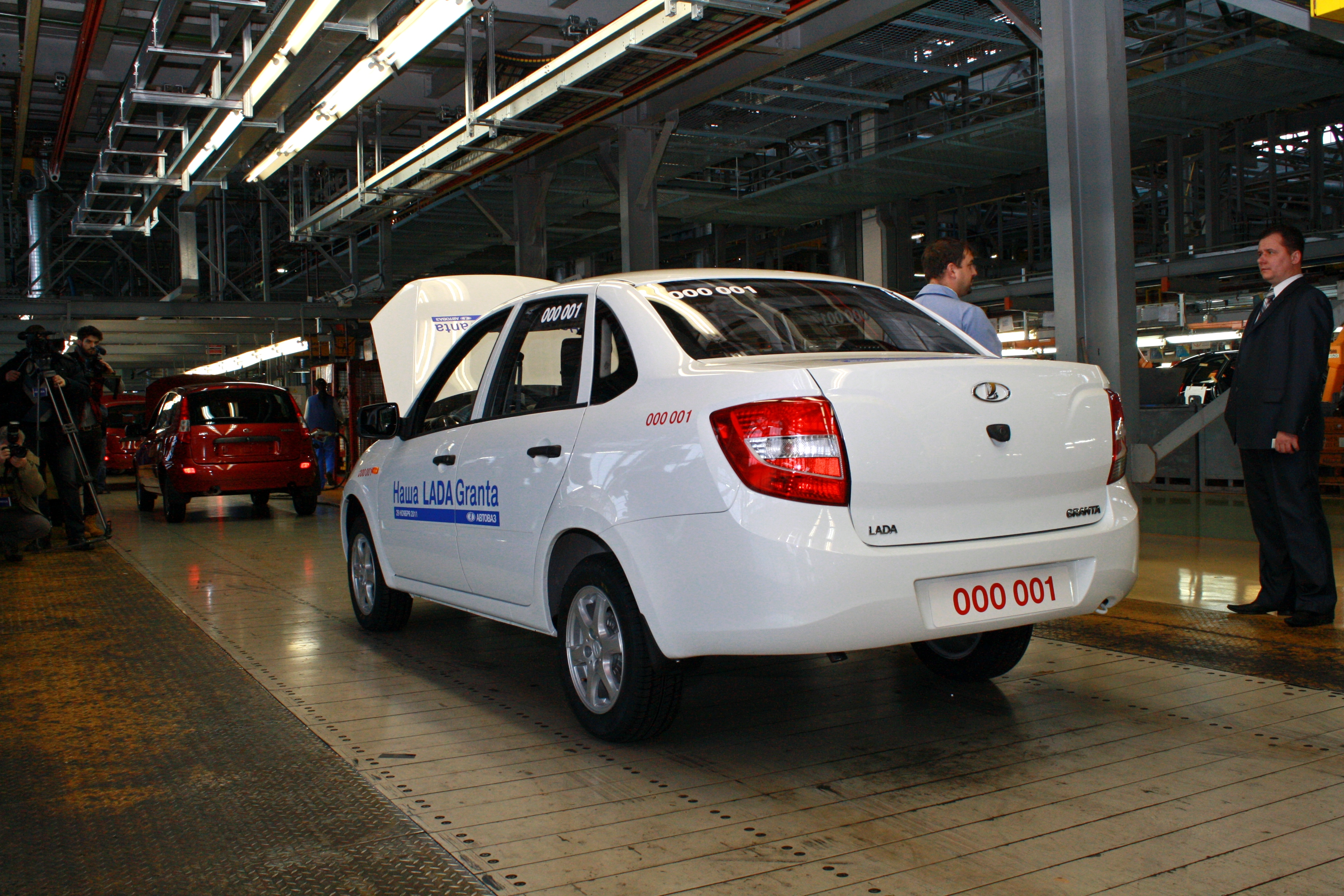
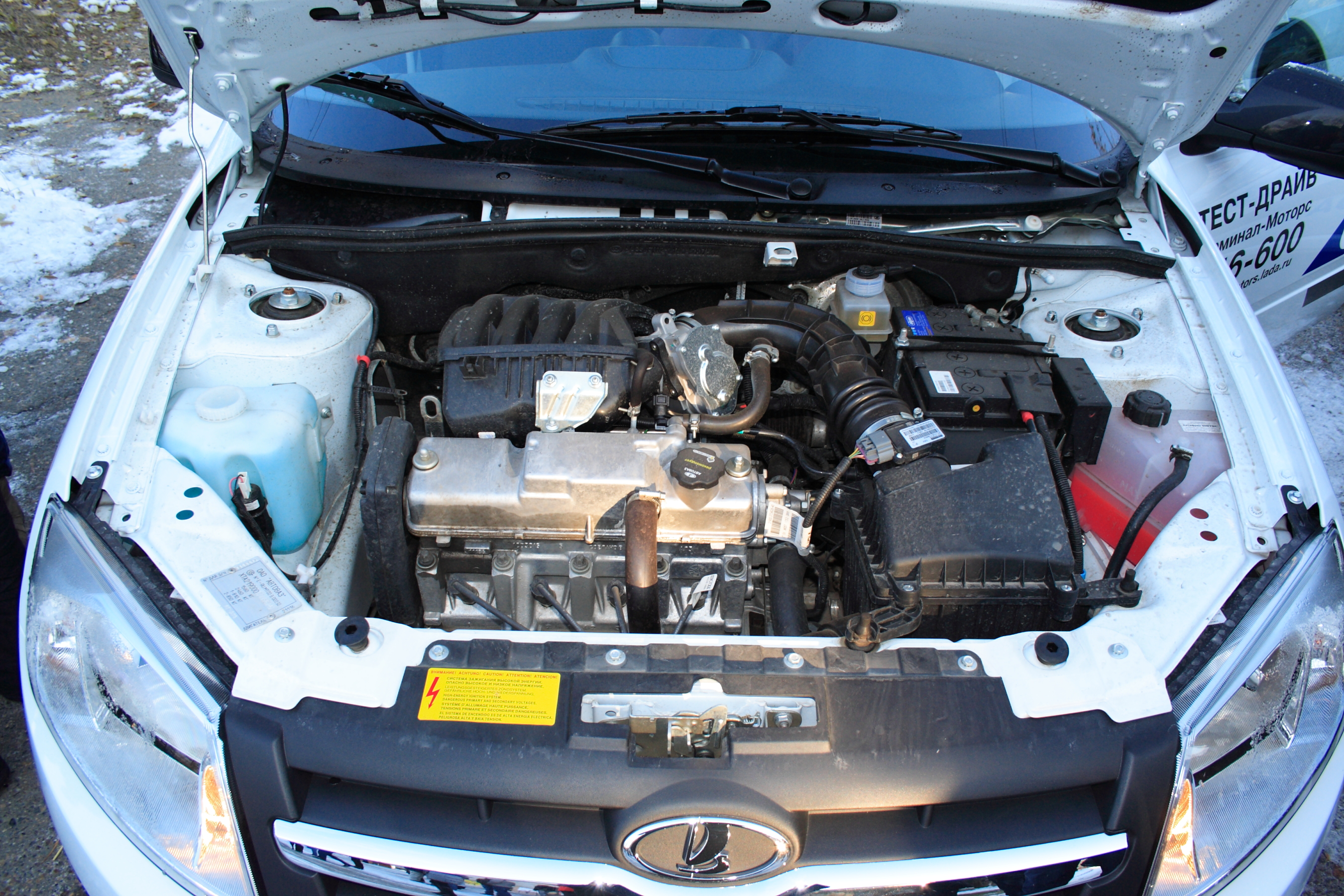

## ذات صلة
الموقع الرسمي